# プラクシテレス

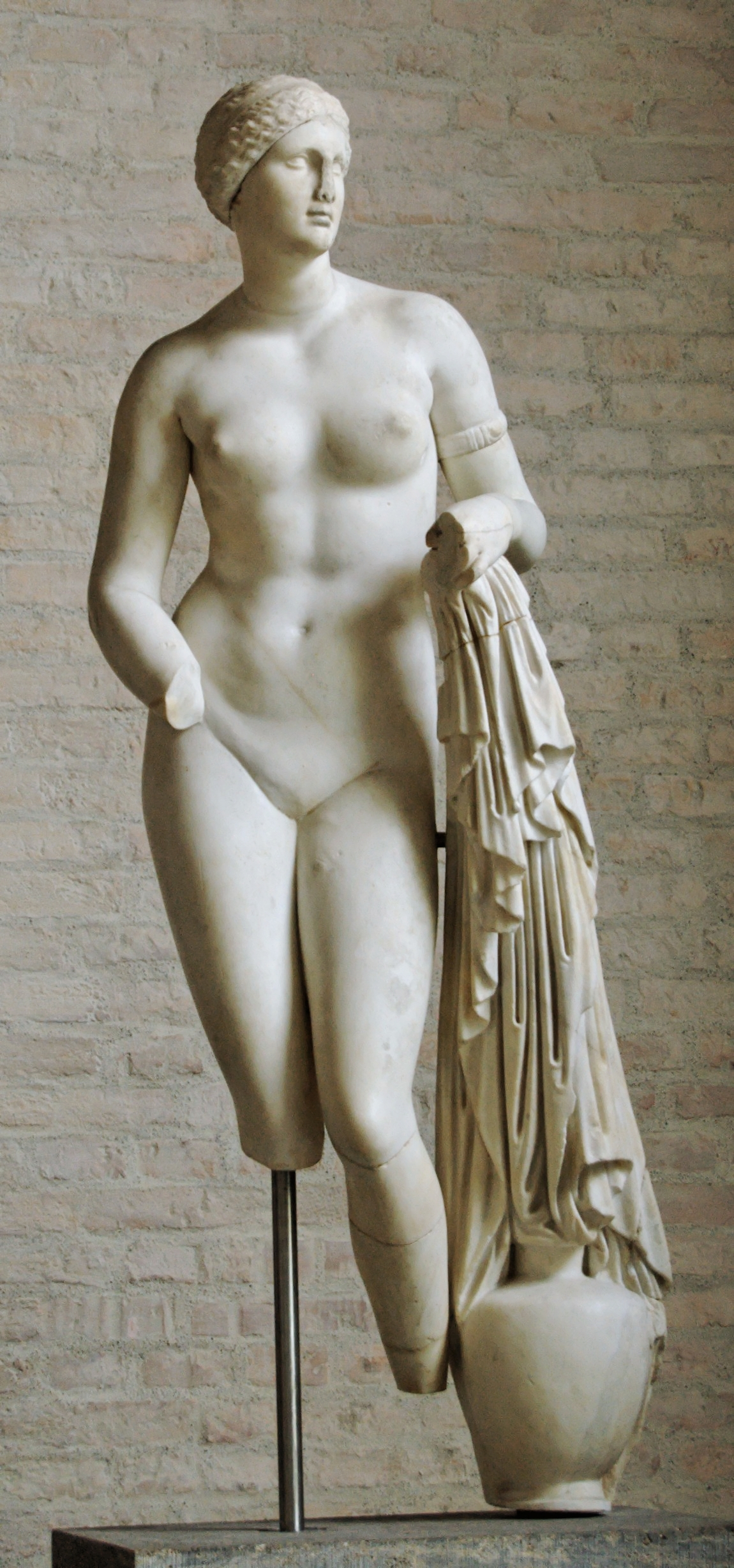
プラクシテレス『クニドスのアプロディーテー』の紀元前1世紀の複製『ブラスキのアプロディーテー』。ミュンヘン、グリュプトテーク所蔵。

アテナイのプラクシテレス（古希: Πραξιτέλης, Praxitelēs）は大ケフィソドトスの子で、紀元前4世紀の最も有名なアッティカの彫刻家。

## 概要
プラクシテレスは初めて等身大の女性のヌード像を作った彫刻家である。間違いなくプラクシテレスの作だという彫刻は現存していないが、多くの複製は残っている。また大プリニウスなど当時の著作家たちがプレクシテレスの作品リストを作っていて、さらに、当時以降の彫像のさまざまなタイプのシルエットを彫刻したコインも存在する。
プラクシテレスとその美しいモデルだったテスピアイの高級娼婦（クルチザンヌ）フリュネの想像上の関係は、絵画（ジャン＝レオン・ジェロームの『アレオパゴス会議のフリュネ』）、音楽（カミーユ・サン＝サーンスの『フリーネ』）、影絵（Charles Maurice Donnayの『Phryne』）といったさまざまな作品で、憶測と解釈を生んでいる。
何人かの著作家は同じ名前の彫刻家が2人いて、1人はペイディアスと同世代の人物、もう1人はその孫で、孫の方が祖父より有名だったと主張していた。当時のギリシアでは祖父の名前が孫の名前になることはよくあったが、このことについては確たる証拠は何もない。

## 年代
プラクシテレスの生きた年代はよくわかっていないが、アレクサンドロス3世（アレキサンダー大王）の時代にはもう活躍しておらず、大王もプラクシテレスを雇おうとしなかったのは確かなようである。大プリニウスによれば、プラクシテレスが最も華々しい活躍を見せたのは紀元前364年ということである。

## 作品
プラクシテレスが好んだ題材は「人間」もしくは威厳ある「神」だった。神の場合は、ゼウス、ポセイドーン、アテーナーといった古い神よりも、アポローン、ヘルメース、アプロディーテーといった若い神に魅力を感じた。
プラクシテレスとその流派が使用したのはほぼ全部が大理石だった。とくにパロス島産の大理石を好んだ。ヘルメスが何で作られたかはどうでもよかったが、パロス産大理石以上に、プラクシテレスの目的に合う大理石がなかったのである。プラクシテレスの彫刻のいくつかは、プラクシテレス本人の意向で、画家のニキアス（Nicias）が彩色し、その処理により大きな利益を得た。

### 幼いディオニューソスを抱くヘルメス

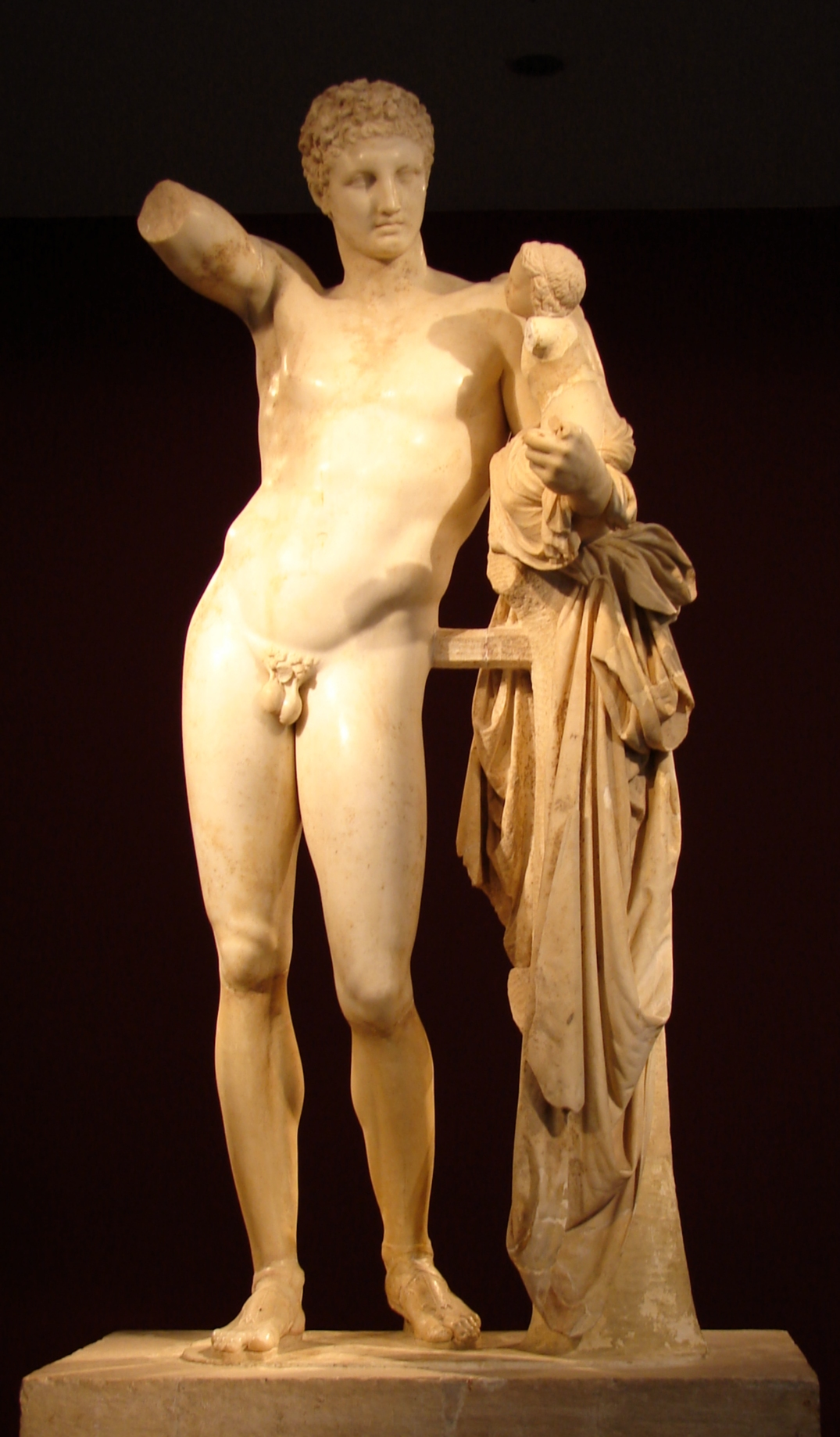
プラクシテレス作と言われる『幼いディオニューソスを抱くヘルメス』。オリンピア考古学博物館所蔵。

ブリタニカ百科事典第11版にはこんなことが書かれている。
「我々のプラクシテレスの知識にすばらしい追加情報が得られ、ようやくのこと、満足いく基礎ができた。1877年、オリンピアで、プラクシテレスの手になる彫刻『幼いディオニューソスを抱くヘルメス』が発見されたのである。この彫刻は世界で最も有名なものとなった」
しかし、その後は賞賛ばかりではなくなる。たとえば彫刻家アリスティド・マイヨールは、「ポンピエだ。ぞっとする。マルセイユ産の石鹸で作った彫刻だ」と非難した。1948年、Carl Blümelは『プラクシテレスのヘルメス』という学術論文を出版し、ローマ時代に作られた複製だという以前（1927年）の意見を撤回し、4世紀のものでもヘレニズム期の彫刻家、ペルガモンの若いプラクシテレスのものでもないこともわかったと書いた。
この彫刻が見つかった遺跡は、パウサニアスが2世紀後半に問題の彫刻を見た場所だった。
そこに記述されたヘルメスは、ディオニューソスを、養育を委ねたニュンペーたちのところに運んでいる姿であった。失われた上に掲げた右手は、子供の欲望を刺激する一房のブドウを子供に与えようとしていると考えると、テーマにぴったりはまる。1882年、C. Waldsteinは、ヘルメスの視線が子供の向こうを見ていることに注目し、「外見のしるしは内面で夢見ていることは明らかだ」と述べた。
なお、この彫刻は現在、オリンピア考古学博物館（Olympia Archaeological Museum）に展示されている。
この彫刻はローマの彫刻家による複製だという反対意見がなされた。
この作品が、ローマ人がギリシア文化・美術の多くを借用していた時代のものである可能性は確かにある。Mary Wallaceは、サンダルの形から、作られた時期は2世紀で、場所はペルガモンだと指摘している。
他にも、未完成の背中、布のひだ、巻き毛を作る技術から、この彫刻の出自をつきとめようとする研究者たちはいたが、どれも決定打とならないのは、ローマの彫刻にもギリシアの彫刻にも例外というものがあるからである。

### アポロ・サウロクトノス

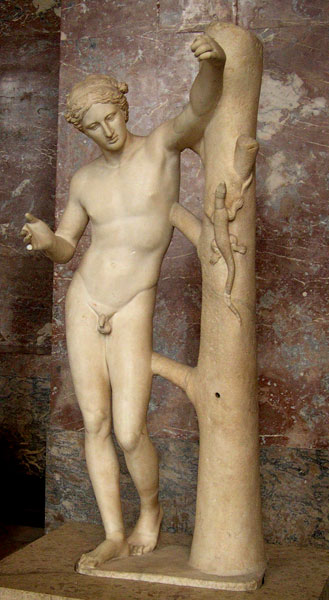
ルーヴル美術館にある『アポロ・サウロクトノス』。

『幼いディオニューソスを抱くヘルメス』同様に、落ち着きのある気品と名状しがたい魅力を持つ、世界中の美術館にある彫刻が、プラクシテレスの複製であることははっきりしている。その中で、おそらく最も有名なものが、『アポロ・サウロクトノス（トカゲを殺すアポローン）』である。1人の若者が木によりかかって、ぼんやりと矢でトカゲを刺そうとしている（ルーヴル美術館）。
2004年6月22日、クリーブランド美術館は、プラクシテレスのほぼ完璧な唯一のオリジナル作品と信じられる『アポロ・サウロクトノス』の古代のブロンズ像を獲得したと発表した。ただし、制作年代と作者の調査は今後も継続すると、美術館側は付け加えた。この作品はパリのルーヴル美術館で催された「2007プラクシテレス展」で公開されるはずだったが、出自と法的所有権に議論の余地があるというギリシャの圧力で、フランスは展示を取りやめた。

### リュキアン・アポロ
木によりかかったもう1つのアポロ像『リュキアン・アポロ』は一般にプラクシテレスの作品と考えられている。支え（3つの幹または三脚（の祭壇））の上で休む神が、右手で頭のてっぺんを触っていて、その髪の毛は典型的な子供の刈り方で、頭の上でより合わせている。「リュキアの（Lycian）」と呼ばれるがリュキア人（Lycian）とは関係なく、その失われた作品をアテナイのギュムナシオン（体育場）の1つ、リュケイオンで見たと叙述したルキアノス（Lycian）に由来する。

### カンピドリオのサテュロス
ローマのカンピドリオにある『サテュロス』も普通プラクシテレスのものの複製と見られてきたが、作品リストの中に『サテュロス』の名前はなく、スタイルも固いし劣っている。ルーヴル美術館にある胸像の複製の方がむしろ優れていて、こちらは作品のポーズ、特徴ともプラクシテレスの流派のものである。

### レートー、アポローンとアルテミス
アルカディアのマンティネイア（Mantineia）の出土品の中に、プラクシテレスの『レートー、アポローンとアルテミス』の基部が偶然見つかった。この基部はプラクシテレス本人が作ったものではないが、助手の誰かが作ったものであることは間違いない。とはいえ、立派な出来で歴史的価値も高い。パウサニアスは『ギリシア案内記』の中でこう語っている（VIII.9.1）。「彫像を支える基部の上には、ムーサイ（ミューズ）とアウロス（笛）を吹くマルシュアスの彫像があった」。現存している3つの背板にはアポローン、マルシュアス、奴隷、そして6人のムーサイが描かれている。しかし、これらの背板を支えていた背板は失われている。

### レコンフィールド・ヘッド
イギリスのウェスト・サセックス州ペトワース・ハウス（Petworth House）の「赤い部屋」にある『レコンフィールド・ヘッド（Leconfield Head）』は、『クニドスのアプロディーテー』タイプの頭部で、ルーヴル美術館の2007展に出品された。アドルフ・フルトヴェングラーは、そのスタイルと本来備わっているクオリティを根拠に、プラクシテレス本人の作品であると主張した。
ペトワース・ハウスのギリシア古美術品の中心（キーストーン）である『レコンフィールド・ヘッド』は、おそらくローマのギャヴィン・ハミルトン（Gavin Hamilton）から1755年に購入されたものであろう。

### アバディーン・ヘッド
大英博物館にある『アバディーン・ヘッド』は、ヘルメスか若きヘラクレスのどちらかだとされるが、オリンピアの『幼いディオニューソスを抱くヘルメス』との著しい類似からプラクシテレスと関係づけられている。

### クニドスのアプロディーテー
一方、バチカン美術館にある『クニドスのアプロディーテー』は、プラクシテレスがクニドスの人々のために作った彫刻の複製である。大プリニウスが伝えるところでは、オリジナルの『クニドスのアポロディーテー』は、ビテュニア王ニコメデス1世（Nicomedes I）がクニドスの莫大な借金全額を免除してやるから売って欲しいと言ったのを、クニドスの人々が拒んだほど高い価値を持つものだった。『クニドスのアプロディーテー』はプラクシテレスの最も有名な彫刻で、実物大の女性のヌード像はこれが最初のものだった。

### はっきりしない作品
ウィトルウィウスはマウソロス霊廟の彫刻家の中にプラクシテレスの名を挙げている（『建築について』vii, praef. 13）。また、ストラボンはエフェソスのアルテミス神殿のすべての彫刻装飾はプラクシテレスが手掛けたと述べている（『地理誌』xiv, 23, 51）。しかし、これらの意見は広く疑問視されている。

### ローマ時代の複製品
古代の著述家の記述から、それ以外にもプラクシテレスに関係している作品がある。ローマ時代のたくさんの複製の中には、ヘルメス像、ディオニューソス像、アプロディーテー像、サテュロスとニュンペー像などがあり、プラクシテレスのスタイルの変化に富んだ表現が識別できるかも知れない。

## プラクシテレスのスタイル
確実にそうだと証明はできないが、オリジナルのプラクシテレスのものにあったと思われる、次のような創作上のポイントがある。
1. もし中央部を上から下に線を引いたら、とてもしなやかな線が像を分ける。それらはすべてもたれかかったような傾向がある。
2. 横から見るより、正面か後ろから見るのにより適している。
3. 木や布のひだなどが大理石像の支えに使われ、しかも無関係なものでなく全体のデザインの中にはまっている。
4. 顔は3/4のアングルで描かれている。

## 図書案内
- Aileen Ajootian, "Praxiteles", Personal Styles in Greek Sculpture (ed. Olga Palagia and J. J. Pollitt), Cambridge University Press, 1998 (1st publication 1996) (ISBN 0-521-65738-5), pp.91–129.
- （イタリア語） Antonio Corso, Prassitele, Fonti Epigrafiche e Lettarie, Vita e Opere, three vol., De Lucca, Rome, 1988 and 1991.
- （フランス語） Marion Muller-Dufeu, La Sculpture grecque. Sources littéraires et épigraphiques, éditions de l'École nationale supérieure des Beaux-Arts, coll. « Beaux-Arts histoire », Paris, 2002 (ISBN 2-84056-087-9), p. 481-521 (new edition of Overbeck's Antiquen Schiftquellen, 1868).
- （フランス語） Alain Pasquier and Jean-Luc Martinez, Praxitèle, catalogue of the exhibition at the Louvre Museum, March, 23-June, 18 2007, Louvre  editions & Somogy, Paris, 2007 (ISBN 978-2-35031-111-1).
- Brunilde Sismondo Ridgway, Fourth-Century Styles in Greek Sculpture, University of Wisconsin Press, Madison, (ISBN 0-299-15470-X), 1997, pp.258–267.
- （フランス語） Claude Rolley, La Sculpture grecque II : la période classique, Picard, coll. « Manuels d'art et d'archéologie antiques », 1999 (ISBN 2-7084-0506-3), pp.242–267.
- Andrew Stewart, Greek Sculpture: An Exploration, Yale University Press, New Haven & London, 1990 (ISBN 0-300-04072-5) pp.277–281.